# Anatole Loquin
Pour l’article homonyme, voir Haut-Loquin.
Anatole Loquin était un écrivain, contrôleur des Douanes et musicographe français né à Orléans le 22 février 1834, 2 rue Dauphine (devenue avenue en 1905), et mort à Chabanais le 14 avril 1903. Il a également écrit sous les pseudonymes de Paul Lavigne, Louis Sévin et Ubalde.
Auteur de nombreux ouvrages théoriques de musique, il défendit avec ardeur, surtout sur la fin de sa vie, la thèse identifiant le Masque de fer à Molière.
Il fut reçu membre de l'Académie des sciences, belles-lettres et arts de Bordeaux en 1869 et il en a aussi été le Président en 1897. 
Il fut aussi membre honoraire élu (1898) de la Société archéologique et historique de l'Orléanais.

## Œuvres
- Rapport sur l'intonation enseignée par elle-même, Bordeaux, impr. de G. Gounouilhou, 1861
- Notions élémentaires d'harmonie moderne, Bordeaux, impr. de G. Gounouilhou, 1862
- Essai philosophique sur les principes constitutifs de la tonalité moderne, Bordeaux, P. Sauvat, Féret fils, 1864-1869, 3 vol.
- Examen de la méthode d'enseignement musical inventée à Bordeaux en 1818, par Pierre Galin, Bordeaux, Coder, Degréteau et Poujol, 1864
- (sous le pseudonyme de Louis Sévin), Une excursion à Saint-Émilion (12, 13 juin 1865), Bordeaux, impr. de G. Gounouilhou, 1865
- (sous le pseudonyme de Louis Sévin), Exploration des villes englouties et ensevelies, par M. le Dr Amédé Kéridan. Résumé des conférences de Bordeaux, Bordeaux, impr. de A. Lavertujon, 1868
- Aperçu sur la possibilité d'établir une notation représentant… les successions harmoniques, Bordeaux, Féret et fils, sd (1871 ?)
- Réponse à M. Antonin Macé : les poésies de Clotilde de Surville, étude, Bordeaux, Féret et fils, 1873
- Tableau de tous les effets harmoniques de une à cinq notes inclusivement, au nombre de cinq cent soixante deux, précédé d'une table servant à trouver, de suite, la formule de composition de chaque accord et suivi de notes sur différents points d'harmonie, Bordeaux, Féret et fils, 1873
- Mon album, Bordeaux, impr. de G. Gounouilhou, 1875
- Les Mélodies populaires de la France : paroles, musique et histoire, Paris, L. Richault, 1879
- (sous le pseudonyme d'Ubalde), Positivisme et idéalisme, Paris, Garnier, 1883
- Le Secret du masque de fer : étude sur les dernières années de la vie de J.-B. Poquelin de Molière : 1664-1703, Bordeaux, Féret et fils et Orléans, H. Herluison, 1883
- Une révolution dans la science des accords, algèbre de l'harmonie, traité complet d'harmonie moderne, sans notes de musique ni signes équivalents, avec des nombres pour représenter les effets harmoniques et des lettres pour exprimer les mouvements de basse, Paris, L. Richault, 1884
- L'Enseignement primaire de la musique en France, Paris, L. Richault, 1885
- (sous le pseudonyme de Paul Lavigne), La Chanson française, lettre conférence, Bordeaux, Féret et fils, 1888
- La Sulamite, ballet en 1 acte (tiré du Cantique des cantiques), musique de Charles Haring, créé au Grand Théâtre de Bordeaux le 14 février 1889
- Lettre à M. Ernest Reyer, au sujet de son feuilleton musical du ″Journal des débats″, en date du dimanche 15 juin 1890, Bordeaux, Féret et fils, 1890
- Petit traité d'harmonie moderne, d'après Sébastien Bach, Gluck, Mozart, Beethoven, Ch.-Marie de Weber, G. Spontini, G. Rossini, F. Hérold, G. Meyerbeer, etc., Paris, Richault, 1890
- La Sorcière d'Espelette, ou Une idylle au Pays basque, pièce lyrique en 3 actes (avec S. de Mégret de Belligny), musique de Louis Amouroux, Bordeaux, impr. de J. Durand, 1890
- (avec Pierre-Barthélemy Gheusi, sous le pseudonyme de Paul Lavigne), Gaucher Myriam, vie aventureuse d'un escholier féodal. Salamanque, Toulouse et Paris au XIIIe siècle, Paris, Firmin Didot, 1893
- L'Homme au masque de fer, c'est... Molière, opinion émise par Ubalde et présentée de nouveau par un bouquineur, Aix-les-Bains, 1893
- Molière à Bordeaux vers 1647 et en 1656, avec des considérations nouvelles sur ses fins dernières, à Paris en 1673... ou peut-être en 1703, Paris, Libraires associés, 1898
- Le Masque de fer et le livre de M. Frantz Funck-Brentano, Paris, Bordeaux et Orléans, 1899
- Le prisonnier masqué de la Bastille : son histoire authentique, Paris, Bordeaux et Orléans, 1900
- Un secret d'État sous Louis XIV, le prisonnier masqué de la Bastille, son histoire authentique, Paris, Libraires associés, 1900